# مسخ
در افسانه‌ها به تغییر شکل و دگردیسی افراد و اجسام از شکل اولیه به شکلی زشت‌تر مَسخ گفته می‌شود. در برخی داستان‌ها آن را یکی از انواع تناسخ به‌شمار آورده‌اند.

## باورهای اسلامی دربارهٔ مسخ
به تصریح قرآن در امت‌های پیشین مسخ صورت پذیرفته‌است و گروهی از گناهکاران به صورت میمون و خوک درآمده اند. در این باره رجوع کنید به بقره۶۵، مائده۶۰، اعراف۱۶۶.
علی مشکینی در کتاب «نصایح و سخنان چهارده معصوم» به نقل از علی آورده‌است که محمد سیزده حیوان شامل فیل، خرس، خوک، میمون، مارماهی، سوسمار، خرگوش، شب‌پره، عقرب، عنکبوت، کرم سیاه آبی، سهیل و زهره (دو حیوان دریایی) مسخ شده می‌دانست. محمد برای مسخ هر کدام دلیل جداگانه‌ای آورده؛ از جمله فیل را مردی دانسته که اهل لواط بوده، خرس را مردی که مردان دیگر را به سبب مفعولیت به خود جذب می‌کرده و سوسمار را بادیه‌نشینی که در مسیر مکه راهزنی می‌کرده و اموال حاجی‌ها را به غارت می‌برده‌است.
مسخ به‌معنای تغییر صورتِ چیزی به ظاهری بد و نامناسب است. مسخ، با تناسخ متفاوت است. تناسخ به معنای آن است که روح پس از جدایی از بدن، به بدنی دیگر تعلق پیدا کند، ولی در مسخ، روح از بدن جدا نمی‌شود؛ بلکه تنها شکل و صورت بدن تغییر می‌کند و به حیوان تبدیل می‌شود.